# عاطف جنيات
عاطف جنيات، من مواليد 8 مايو 1986 في سوريا، لاعب كرة قدم سوري.
بدأ مسيرته الكروية مع الكرامة في عام 2004، وانتقل منه عام 2010 إلى تشرين ومن تشرين إلى نادي شباب الأردن ومن شباب الأردن إلى نادي النجف الاشرف العراقي ويلعب في نادي النجف إلى الآن سجل أهداف كثيرة حاسمة مع الكرامة، هو يلعب مع منتخب سوريا لكرة القدم.
من أبرز أهدافه هدف رائع على نادي السد القطري 2008

## روابط خارجية
- عاطف جنيات على موقع الاتحاد الدولي (مؤرشف)  (الإنجليزية)
- عاطف جنيات على موقع قاعدة بيانات كرة القدم.إي يو (الإنجليزية)
- عاطف جنيات على موقع ناشيونال فوتبول تيمز (الإنجليزية)
- عاطف جنيات على موقع عالم كرة القدم.نت (الإنجليزية)